# Avancorpo

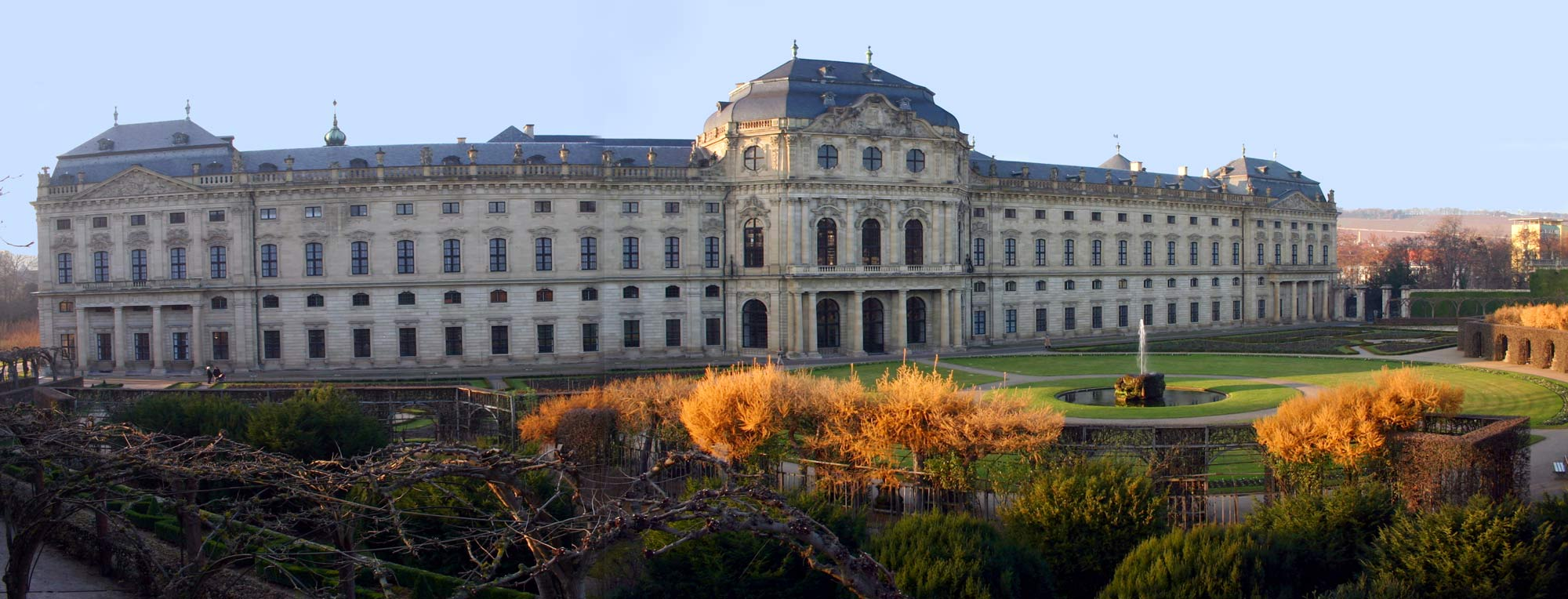
Residenza di Würzburg, con massiccio avancorpo centrale e due avancorpi angolari

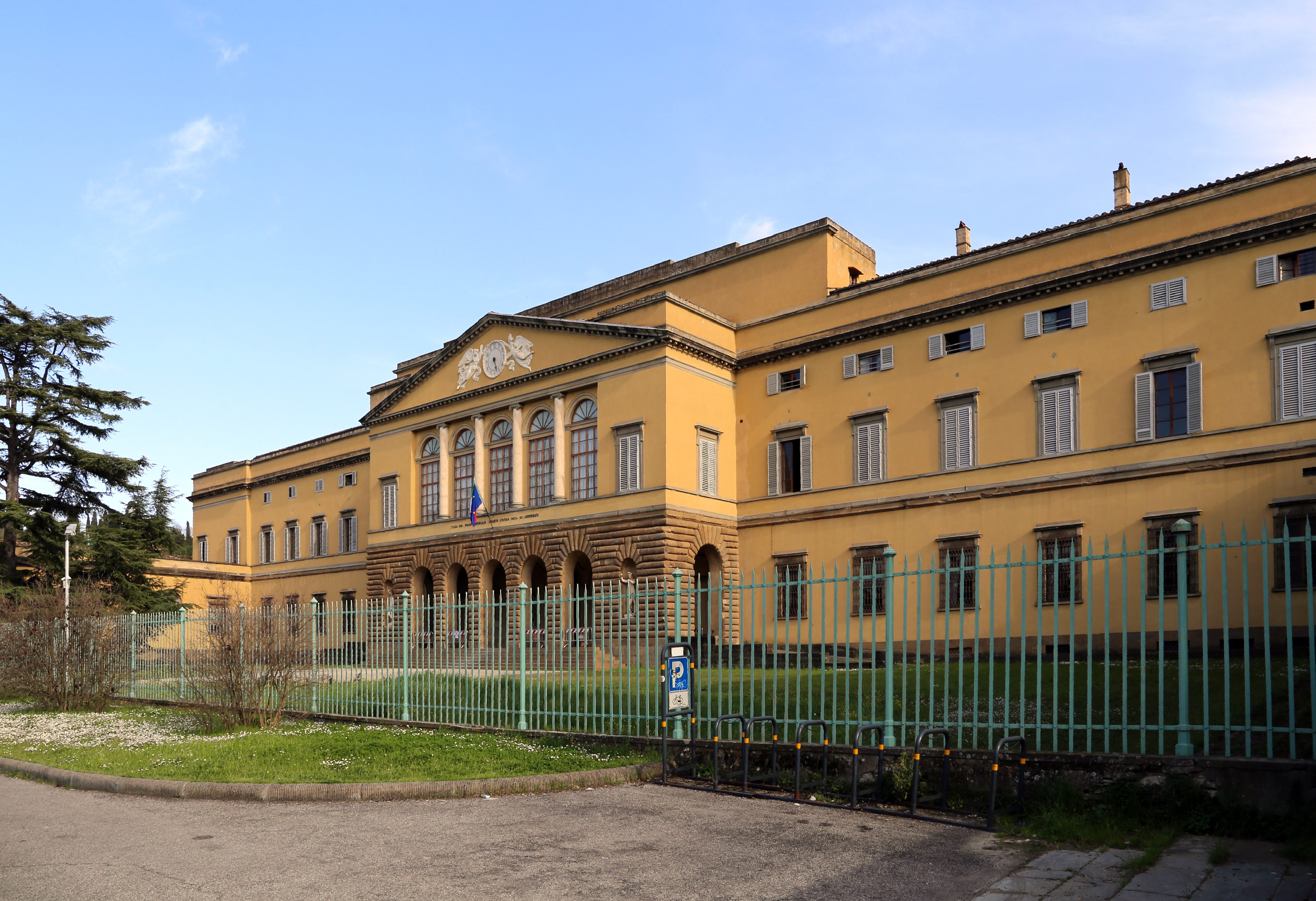
Tra gli alberi, è visibile l'avancorpo centrale alla villa di Poggio Imperiale, Firenze

Per avancorpo si intende la parte di una costruzione che sporge in avanti rispetto al corpo dell'edificio. Questo spiega l'etimologia del termine, prestito dal francese avant-corps.
È situato normalmente al centro o ai lati di una facciata: a seconda della posizione, si parlerà di avancorpo centrale e avancorpi laterali. Quando due ali di un edificio perpendicolari tra di loro si incontrano in un avancorpo, parleremo di avancorpi angolari.
L'avancorpo di un edificio simile a un tempio, con facciata colonnata e frontone, è detto pronao.
L'avancorpo viene messo in risalto rispetto al resto della facciata; del resto, la parola italiana risalto è alla base dell'etimo della parola in diverse lingue straniere (tedesco Risalit, polacco ryzalit etc.). Sporgendo rispetto alla linea principale, questo elemento contribuisce a strutturare la facciata e a darle ritmo e movimento; si tratta di caratteristiche particolarmente apprezzate nell'epoca del Barocco, quando l'avancorpo trovò il massimo impiego per rimanere in auge fino al XIX secolo.
Particolari avancorpi sono il bow window, a pianta poligonale o rettangolare e dotato di ampie vetrate, l'auslucht, elemento tipico della Bassa Sassonia, e persino l'abbaino, una sorta di avancorpo sulla copertura.
Nell'architettura medioevale un piccolo avancorpo era costituito dal protiro, una copertura posta all'ingresso delle chiese.